# Steven Martens
Steven Martens (Lier, 25 mei 1964) is een Belgisch sportbestuurder. 

## Biografie
Hij liep school in het Sint-Gummaruscollege in Lier en werd vervolgens licentiaat in de klassieke filologie aan de Katholieke Universiteit Leuven en toptrainer tennis aan de Vlaamse trainersschool Bloso. In zijn jeugdjaren speelde hij voetbal en tennis. Hij is de zoon van voormalig CD&V-politicus  en burgemeester van Berlaar André Martens en de broer van sp.a-politicus Bart Martens.

### Tennis
Hij werd tenniscoach in 1987 binnen de Belgische tennisfederatie met spelers zoals Sabine Appelmans, Laurence Courtois, Kim Clijsters, Justine Henin, Kirsten Flipkens, Xavier Malisse, Olivier Rochus, Kristof Vliegen en Steve Darcis. Nadien werd hij technisch coördinator van het VTV-opleidingscentrum van 1998 tot 2005, om er tot 2006 technisch directeur te blijven.
Martens was bovendien kapitein van de nationale tennisploegen in Fed Cup-competitie (1993-1998) en de Davis Cup-competitie (2001-2005). In 2004 was hij coach van de nationale ploeg op de Olympische Zomerspelen van Athene. Vanaf 2007 was hij aan de slag als player director bij de LTA (Lawn Tennis Association), de tennisfederatie van het Verenigd Koninkrijk, waar hij aan scouting en opleiding deed van jonge spelers en coaches en zorgde voor de ondersteuning en begeleiding van de topspelers.
Martens was ook regelmatig gastcommentator bij tenniswedstrijden bij de VRT.

### Voetbal
In 2011 werd hij benoemd tot secretaris-generaal van de Koninklijke Belgische Voetbalbond. Hij volgde er Jean-Marie Philips op.
In 2014 kwam hij in opspraak omdat er verspilling zou geweest zijn bij de uitgaven van de Voetbalbond voor het WK voetbal 2014 in Brazilië, zodat er van de winst van het toernooi bijna niets overbleef. Begin 2015 nam hij zelf ontslag.

### Na het voetbal
In september 2015 werd hij Chief Strategic en Commercial Officer bij Double PASS.